# 老安德鲁·邓肯
老安德鲁·邓肯（1744年10月17日—1828年7月5日）是一位苏格兰生理学家，爱丁堡大学教授，爱丁堡皇家内科医师学会成员，1790年成为会长，是爱丁堡皇家学会的创始人之一，1774年当选美國哲學會会士。